# Високий Діл

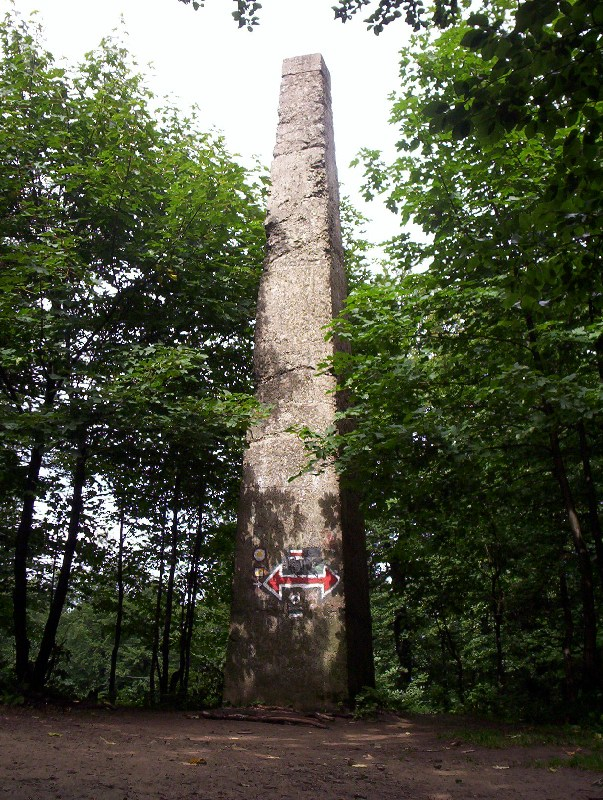
Гора Хрещата

Високий Діл (Пасмо Волосян і Хрещата) — гірське пасмо, розташоване в західній частині групи гір Західні Бещади, на схід від долини річки Ослава.
Головний хребет гір тягнеться з північного заходу на південний схід через вершини Хрещата, перевал Жебрак (816 м), Яворне, Волосян, Сасів, Осина та спускається біля села Тісна в долину річки Солинка.
До хребтів гірського масиву, поза межами головного пасма, належать гори Магуричне, Берест, Круглиця, Діл та Фелишівка. Найбільшою вершиною цього пасма є гора Волосян (Wołosań) (1071 м). Ця група гір майже повністю входить до Тісна-Ветлинського природного парку.
Високий Діл історично був межею, якою проходив поділ етнографічних територій розселення українських груп лемків та бойків.
До 1947 року на цих територіях українці складали більшість населення, проте під час «Операції Вісла» їх було виселено на понімецькі землі Польщі.

## Межі
Гірське пасмо Високий Діл межує:
- на півночі: долина річки Ославки. Далі — по долині річки Сян, й долинах Калнички й Мшави.
- на півдні: долина річки Ослави, по перевалу Присліп та долині Солинки.
- на сході: долина річок Гочівки, Яблінки, перевал 734 м.
- на заході: долина річки Ослави.

Південна межа Високого долу є також кордоном Бещадів, а східна межа є кордоном з Пасмом Лопенника і Дурної.

## Гори
Біля села Репедь знаходиться гора Полянка (712 м), наступним головним хребтом є Діл (Dział) — 830 м, з якого починається гірська смуга висотою до 804 м, що тягнеться до села Прелуки.
Далі йде гора Хрещата (997 м), з якої виходять кілька хребтів по боках. Далі тягнеться плато, висота якого не перевищує 733 м і на якому розташовані поселення: Кальниця, Балигород і Рябе, сягаючи далі через Габрів Верх (742 м) до долини Сяну.
На північному заході від вершини гори Хрещатої знаходиться джерело потоку Вільховатого, з якого починаються Душатинські озера. Далі йде перевал Жебрак (816 м). Після нього починається гірський хребет Магуричне (Maguryczne), який розходиться на кілька гілок і спадає біля сіл Смільник та Миків.
Головне пасмо гір проходить через гору Яворну (992 м) на південь, та закінчується Круглицею (943 м). З Яворни біжить на північний захід Рябенський Потік, а на північний схід від хребта знаходяться гори Лисий Верх (815 м), Патрий (782 м) і Дідова (Dzidowa) (713 м), які закінчуються долиною Яблінки. На західному схилі Патрия знаходиться заповідник з курумів. Поруч знаходиться найвища точка цього краю гора Волосян (1071 м). З її вершини по південній стороні тягнеться хребет, який завершується горою Присліп (1006 м) та перевалом Присліп, який є межею Високого Ділу. Іншими найвищими горами пасма є Сасів (1010 м), Фелишівка (1006 м), на північ від якої перевал (734 м) веде до Пасма Лопенника.
Далі головний хребет спускається через гори Берест (942 м), Осина (963 м) та Гон (820 м), і через село Тісне переходить у долину річки Солинка.